# 京都市中央卸売市場第二市場
京都市中央卸売市場第二市場（きょうとしちゅうおうおろしうりしじょうだいにしじょう）は、京都府京都市南区吉祥院石原にある食肉専門の中央卸売市場。
通称は、京都市中央食肉市場。

## 概要
第二市場は、京都市とその周辺における食肉流通を担う目的で開設された。と畜場が併設されているため、生産地から運ばれてきた牛・豚などをそこで解体した後に、せりが行われている。
産地は京都府以外に長野県・鹿児島県・三重県などが多い。卸売業者は京都食肉市場の1社である。
牛肉の輸出施設として、2021年時点でタイ・マカオ・米国・シンガポール・EU等（英国・EFTA含む）・香港・台湾に認定されている。

## 沿革
1909年（明治42年）7月1日に十条油小路へ開設された京都市立屠場が前身に当たる。
現在の施設は、中央卸売市場法（現：卸売市場法）に基づき、前施設を閉鎖した上で1969年（昭和44年）に開設された。
1990年（平成2年）、部分肉処理施設が竣工。
2002年（平成14年）、焼却炉改修工事が完了。
2018年（平成30年）4月に新施設が再整備され、通称を京都市中央食肉市場に変更。
2020年（令和2年）、日本で初めて中央卸売市場からアメリカ合衆国へ和牛が輸出された。
| 年度   | 金額 （億円） | 牛 （頭） | 豚 （頭） |
| ------ | ------------- | --------- | --------- |
| 1970年 | 67            | 26,567    | 51,415    |
| 2002年 | 75            | 8,960     | 14,401    |
| 2003年 | 75            | 8,046     | 16,182    |
| 2004年 | 73            | 7,367     | 16,229    |
| 2005年 | 76            | 7,331     | 15,425    |
| 2006年 | 78            | 7,755     | 15,172    |
| 2007年 | 85            | 8,527     | 15,408    |
| 2008年 | 78            | 8,257     | 15,138    |
| 2009年 | 73            | 8,286     | 17,350    |
| 2010年 | 73            | 8,380     | 18,120    |
| 2011年 | 81            | 9,737     | 18,434    |
| 2012年 | 97            | 11,556    | 19,841    |
| 2013年 | 114           | 12,590    | 20,092    |
| 2014年 | 133           | 13,002    | 20,482    |
| 2015年 | 135           | 10,812    | 20,568    |
| 2016年 | 125           | 9,382     | 22,074    |
| 2017年 | 118           | 9,134     | 20,504    |
| 2018年 | 130           | 9,734     | 18,390    |
| 2019年 | 134           | 10,635    | 17,632    |
| 2020年 | 137           | 11,472    | 17,593    |